# Canal Indira Gandhi
El canal Indira Gandhi es un canal de irrigación de la India, el canal más largo del país. Comienza desde la presa de Harike, en Harike, unos pocos kilómetros por debajo de la confluencia de los ríos Sutlej y Beas en el estado indio de Punjab y termina en las instalaciones de riego en el desierto de Thar, en el noroeste del estado de Rajastán. Anteriormente conocido como canal [de] Rajastán, fue renombrado como canal Indira Gandhi el 2 de noviembre de 1984, después del asesinato de la primera ministra Indira Gandhi.
El canal consiste en el canal alimentador de Rajastán con los primeros 167 km en el estado de Punjab y de Haryana y otros 37 km en Rajastán, seguidos de los 445 km del canal principal de Rajastán, que está enteramente en Rajastán. El canal ingresa en Haryana desde el Punjab, cerca de la aldea de Lohgarh, luego atraviesa la parte occidental del distrito de Sirsa antes de ingresar en Rajastán cerca de la aldea de Kharakhera en el Tibbi Tehsil del distrito de Hanumangarh. El canal atraviesa siete distritos de Rajastán: Barmer, Bikaner, Churu, Hanumangarh, Jaisalmer, Jodhpur y Sriganganagar.

## Diseño y construcción

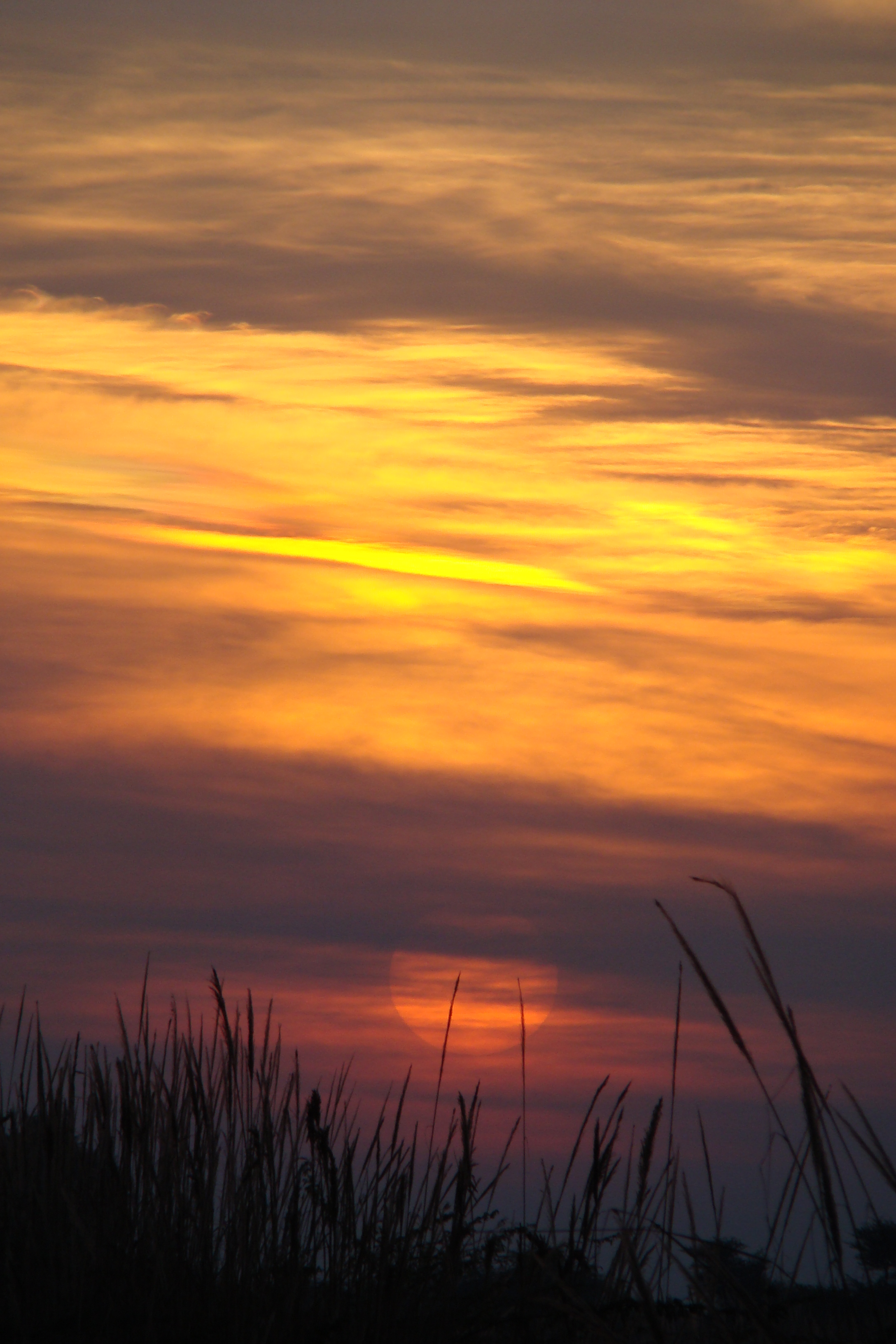
Atardecer sobre el canal.

La idea de llevar las aguas de los ríos del Himalaya que fluyen a través del Punjab hacia Pakistán fue concebida por un ingeniero hidráulico, Kanwar Sain, a finales de la década de 1940, quien propuso  que 20 000 km² de tierras desérticas en Bikaner y en la esquina noroeste Jaisalmer pordrían irrigarse con las aguas almacenadas en los ríos del Punjab. En 1960 India y Pakistán firmaron el tratado de las Aguas del Indo, que le concedió a India el derecho de usar las aguas de tres ríos: Satluj, Beas y Ravi. El propuesto canal [de] Rajastán preveía el uso de 9,37 km³ de agua.
El plan inicial era construir el canal en dos etapas. La etapa I consistía en un canal alimentador de 204 km desde la presa de Harike en Punjab y la construcción de un sistema de canales distribuidores de unos 2950 km de longitud. La etapa II preveía la construcción de 256 km de canal principal y una red de canales de distribución de 3600 km. Se planificó que el canal principal tuviera 42,67 m de ancho en la parte superior y 35,35 m) de ancho en el fondo, con una profundidad de agua de 6,40 m. El canal estaba programado para ser completado en 1971.
La etapa I no pudo completarse a tiempo debido a las severas restricciones financieras, a la negligencia y la corrupción. En 1970, el plan fue revisado y se decidió que todo el canal se realizaría con enlosados de hormigón. Se agregaron cinco plantas más de elevación. La monitorización del caudal de la etapa II incrementó el área irrigada en 1000 km². Con mayores requerimientos, la longitud total de los canales principales, de alimentación y de distribución fue de aproximadamente 9245 km. La etapa I se completó en 1983 aproximadamente 20 años después del calendario de finalización.

## La revolución verde en Rajastán
Después de la construcción del canal Indira Gandhi, las instalaciones de riego estaban disponibles en un área de 6770 km² en el distrito de Jaisalmer y 37 km² en el distrito de Barmer. El riego ya había sido provisto en un área de 3670 km² en el distrito de Jaisalmer. El canal ha transformado los desiertos áridos de este distrito en campos fértiles y buenos. Los cultivos de mostaza, algodón y trigo crecen ahora en la región noroccidental semiárida reemplazando al anterior suelo casi desnudo.

## Mejora en el nivel de vida
Además de proporcionar agua para la agricultura, el canal suministrará agua potable a cientos de personas en áreas remotas.
Dado que la segunda etapa de los trabajos en el canal avanzan rápidamente, existe la esperanza de que mejore los estándares de vida de las personas del estado.

## Estabilización de dunas de arena
El canal Indira Gandhi es un paso importante para recuperar el desierto de Thar y controlar la desertificación de las zonas fértiles. Hay un programa de plantación para ecologizar el desierto en las áreas cercanas al canal Indira Gandhi que se inició en 1965, que consiste en la plantación de cinturones de protección a lo largo de caminos y canales, en bloques de plantaciones y en la estabilización de las dunas. Las especies de árboles usadas en las plantaciones son Dalbergia sissoo, Eucalyptus tereticornis, Eucalyptus camaldulensis, Morus alba, Tecomella undulata, Acacia tortilis, Azadirachta indica, Albizia lebbeck, Cassia fistula, Populus ciliata, Melia azedarach, and Vachellia nilotica.

## Problemas ambientales
El riego excesivo y la intensificación de la agricultura a lo largo de los años han provocado una cierta degradación ambiental y la creación de nuevos terrenos baldíos. Ha habido problemas con la acumulación de agua causada por el riego excesivo, por la filtración desde los canales y el deficiente drenaje. Estos factores elevaron el nivel freático, con un aumento de la salinidad y, finalmente, con la inmersión de tierras. Estos problemas se han agravado por los cultivos intensivos en agua [cultivos comerciales].

## Galería de imágenes

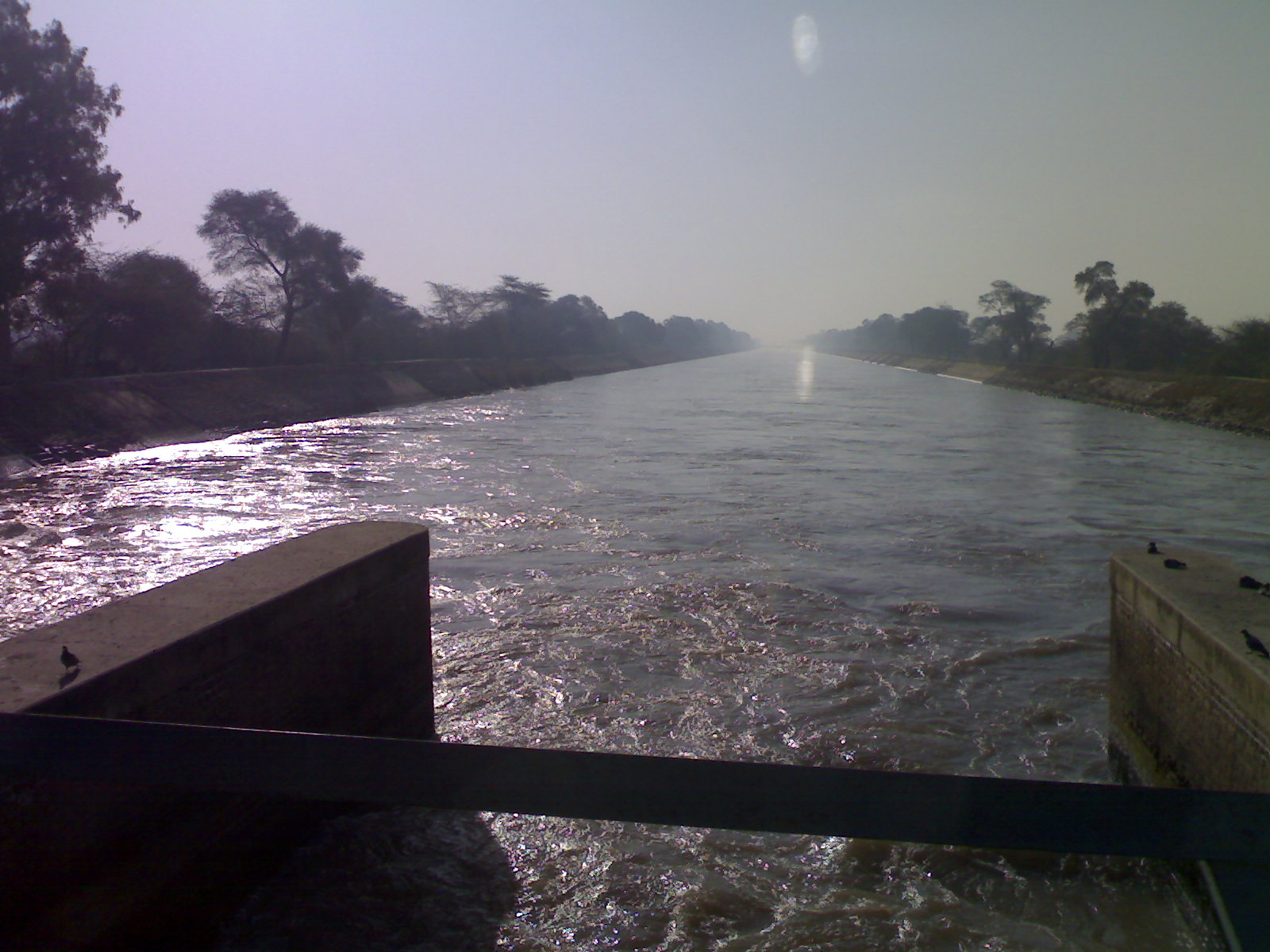
El canal cerca de Lohgarh (distrito de Sirsa), donde el canal entra desde el Punjab en Haryana
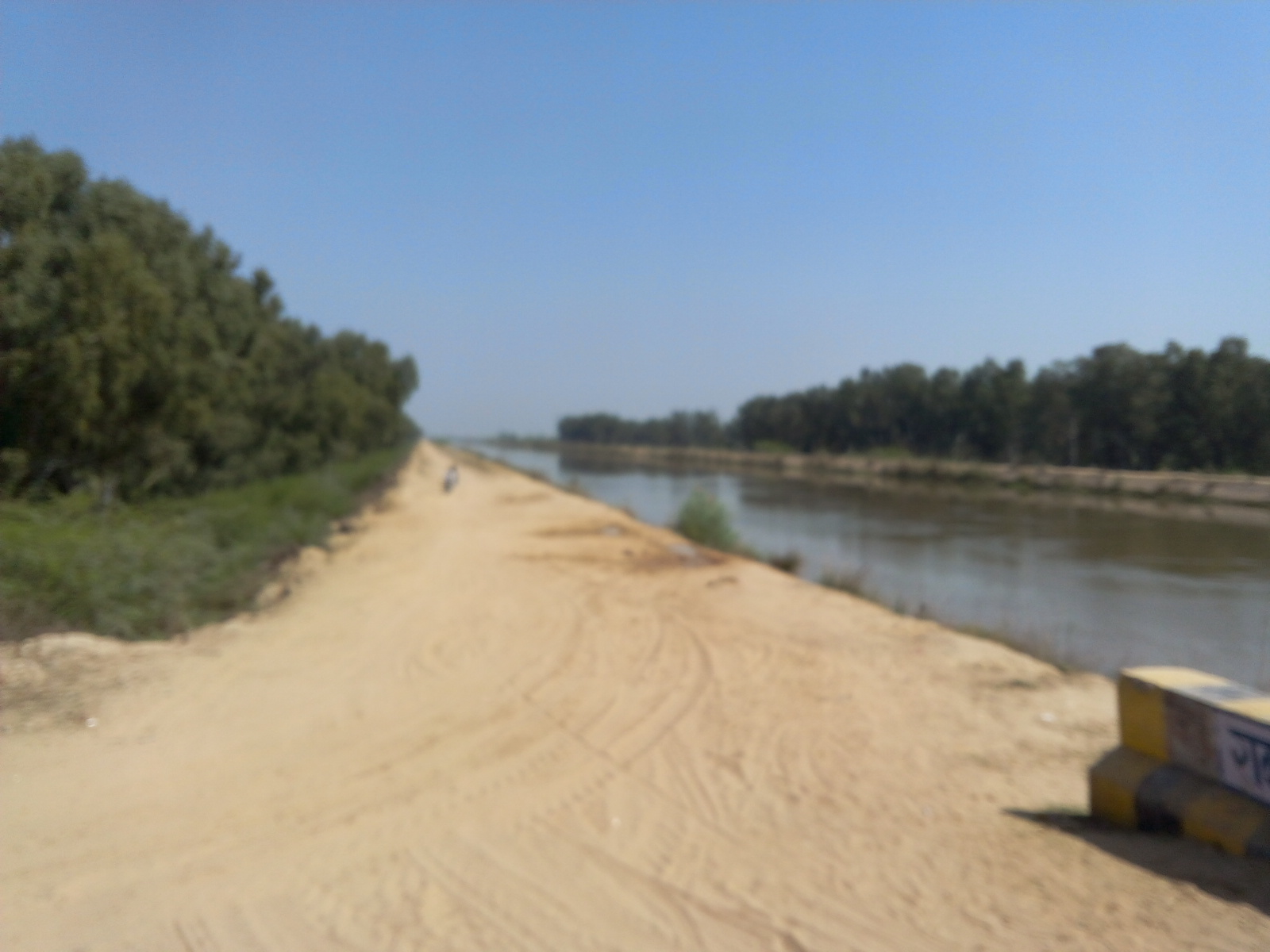
El canal cerca de Rawatsar
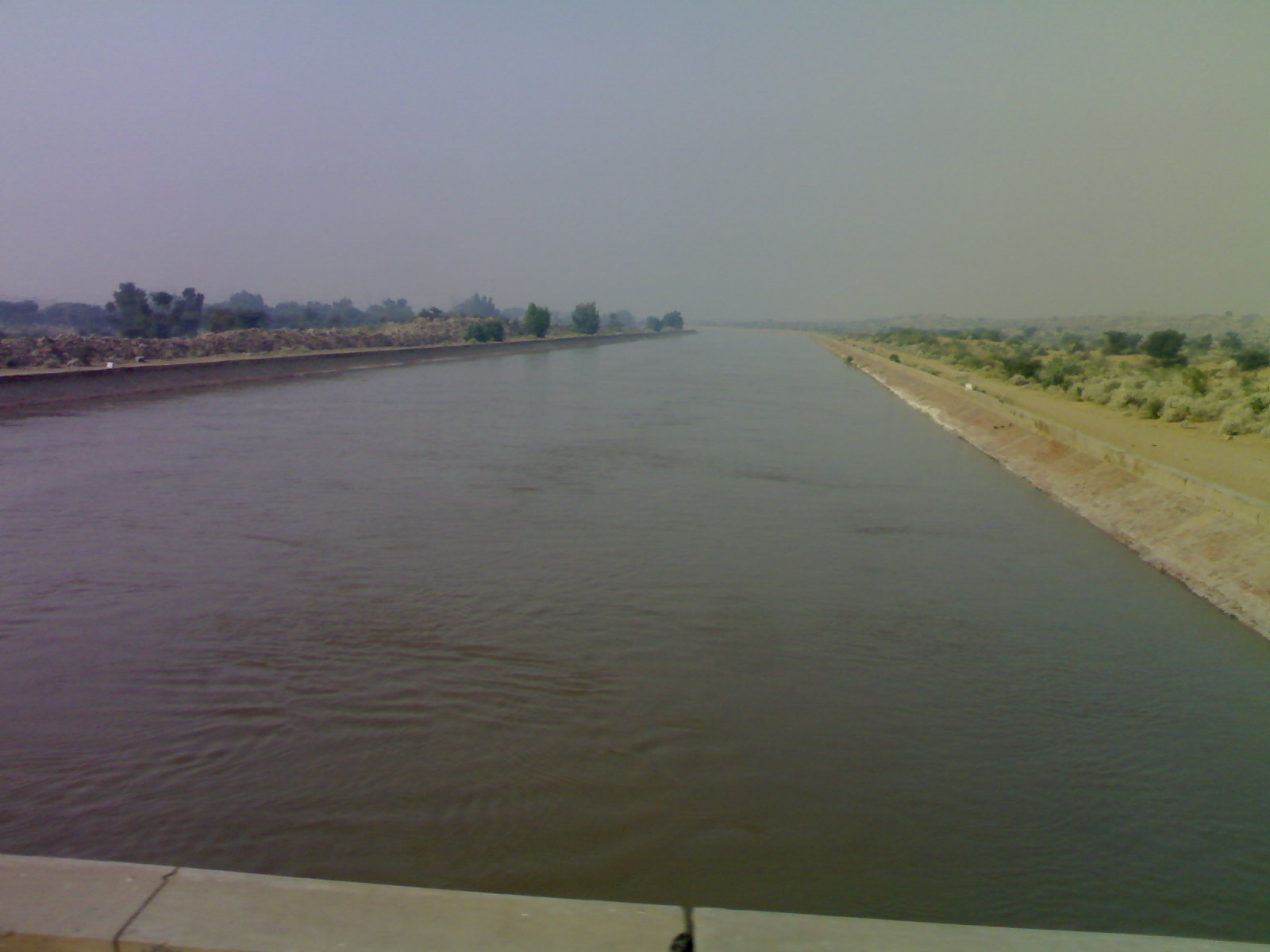
El canal atravesando el desierto de Thar cerca de Chhattargarh, distrito de Bikaner, Rajastán
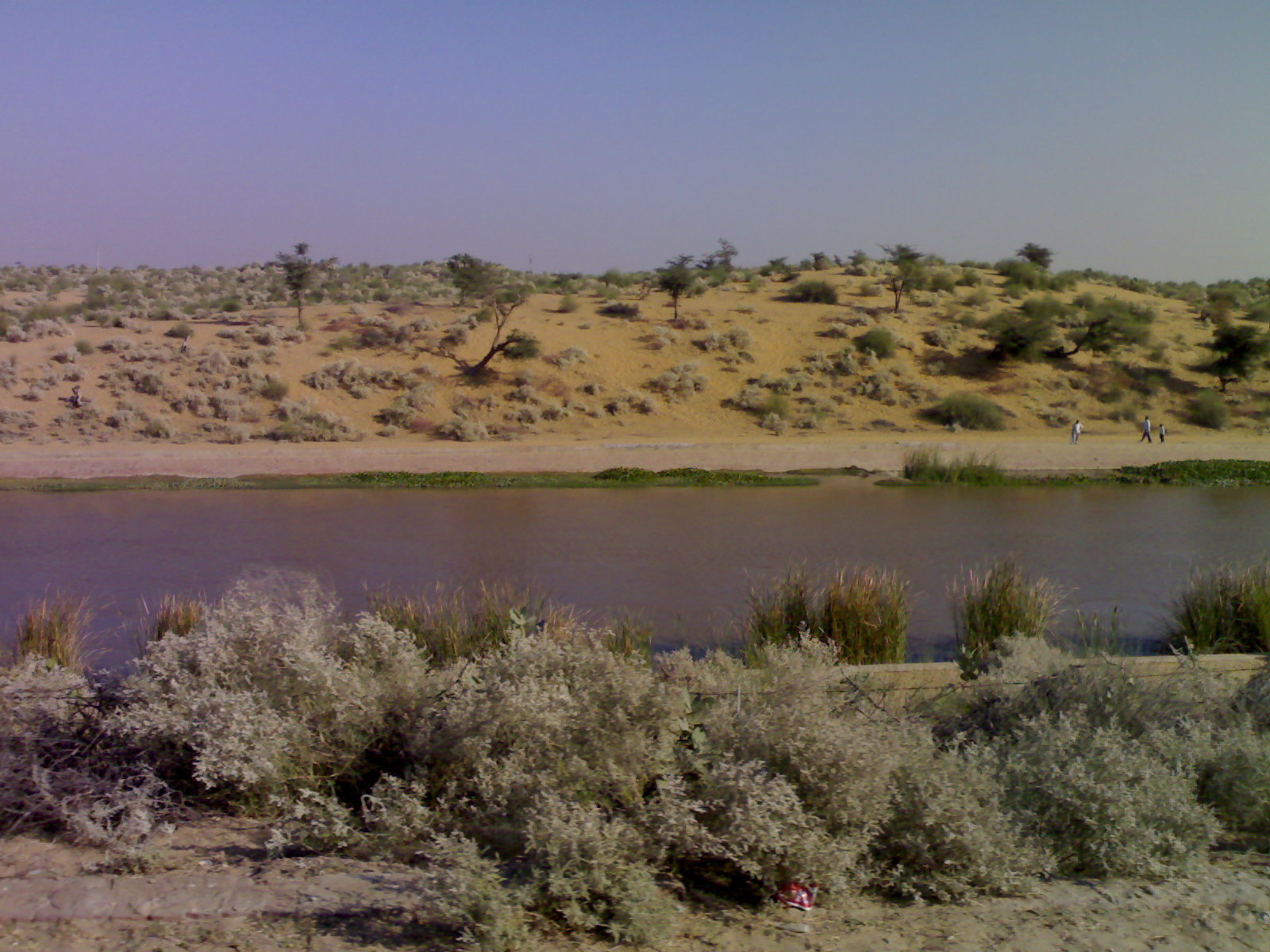
El canal fluyendo en el desierto de Thar cerca del pueblo de Sattasar, distrito de Bikaner, Rajastán